# السلالة القطبشاهية
السُّلالة القُطبشاهيَّة هي سُلالة ملكيَّة إسلاميَّة شيعيَّة اثني عشريَّة من أُصُول تُركُمانيَّة حكمت سلطنة گُلكُندة في الهند لِفترةٍ استمرَّت زهاء مائتي سنة إلى أن زال سُلطانها بُعَيد غزوها من قِبل المغول.
تأسَّست هذه السُّلَالة على يد سُلطانقُلي قُطبشاه المعروف بِلقبه قطب المُلك وهو قائدٌ تٌركماني ينحدرُ من سُلالة قره قويونلو الملكيَّة، وكان من أكابر القادة في السَّلطنة البهمنيَّة في بلاد الدَّكن ولمَّا انهارت دولة البهمنيِّين استقلَّ آلُ قُطبشاه بالحُكم في گُلكُندة وحكموا دولةً واسعةً وبلادًا غنيَّةً مُزدهرةً وتعاقب على حُكمها ثمانيةٌ من السَّلاطين آخرهم هو السُّلطان أبو الحسن قطبشاه المعروف بِلقبه تاناشاه ففي عهده ضرب المغول حصارًا على گلكندة وتمكَّنوا من غزوها فزالت بذلك السَّلطنة القطبشاهيَّة.

## قائمة السلاطين
| الصورة | الاسم                     | سنوات السلطنة | الفترة     |
|        | سُلطان قُلي قُطبُ المُلك       | 1518 - 1543   | 25 عامًا    |
|        | جمشيد قُلي قُطبشاه          | 1543 - 1550   | 7 أعوام    |
|        | سُبحان قُلي قُطبشاه          | 1550 - 1550   | أقل من عام |
|        | ‌‌‌‌‌‌ ‌ إبراهيم قُلي قُطبشاه‌‌‌‌ ولي ‌ | 1550 - 1580   | 30 عامًا    |
|        | مُحمَّد قُلي قُطبشاه           | 1580 - 1612   | 31 عامًا    |
|        | سُلطان مُحمَّد قُطبشاه         | 1612 - 1626   | 14 عامًا    |
|        | عبد الله قُطبشاه           | 1626 - 1672   | 46 عامًا    |
|        | أبو الحسن تاناشاه         | 1672 - 1687   | 15 عامًا    |